# サブウェイ123 激突
『サブウェイ123 激突』（サブウェイひゃくにじゅうさん げきとつ、原題: The Taking of Pelham 123）は、トニー・スコット監督による2009年のアメリカのアクションスリラー映画。主演をデンゼル・ワシントンとジョン・トラボルタが務める。ジョン・ゴーディの1973年の小説『サブウェイ・パニック』を原作とし、1974年版、1998年版に続く、3度目の映画化である。

## プロット
ニューヨーク市地下鉄にてライダーと名乗る男が仲間たちと共に普通列車「ペラム123号」をハイジャックする。彼の仲間には前科者で、地下鉄を熟知する元運転手フィル・レイモスがおり、彼らは手際よく行動すると先頭車両を切り離して乗客19名と運転手を人質とし、1時間内に1,000万ドルの身代金を用意するよう列車無線で交通局に要求する。この連絡を受けたのはベテランの主任管制官ウォルター・ガーバーであり、ライダーはガーバーとのやり取りを楽しむように会話する。間もなくして通報を受けたニューヨーク市警が駆けつけ、現場担当のカモネッティ警部補がガーバーに代わり、ライダーと交渉しようとする。ライダーはガーバーに代わるよう要求し、これを無視されると激怒して見せしめとして運転手を射殺する。結局、ガーバーが交渉役として戻ることになる。
実はガーバーは本来は管理職であったが新車両の選定を巡る収賄容疑で降格処分を受け、偶然現場にいたのであった。本来はありえないガーバーだと気づいたレイモスの助言でライダーもこの収賄事件を知り、今度は収賄を認めるようにガーバーに迫る。ガーバーは否定するが人質の青年を殺すと脅され、已む無く同僚や警察がいる場で収賄を認める自白を行っていく。ライダーは上司たちから冷遇される中でも、会社や市を恨まず、事件に尽力するガーバーに、「お前はヒーローだ」と称賛し、自分もお前と同じくニューヨーク市に尽くしてきたのに仇で返されたと自分の過去を示唆した発言を行う。こうした情報とガーバーの勘によって、ライダーがウォール街の元金融ディーラーかつ前科者と疑われ、警察の捜査によって元投資会社社長で投資詐欺で実刑判決を受けたデニス・フォードだと判明する。ライダーは事件の裏で、市場操作によるプットオプションでの多額の利益を狙っていた。
身代金を運ぶ警察の輸送車が事故に遭い、時間に間に合わなくなる。激怒するライダーは人質を1人射殺する。その中で待機していたスナイパーがネズミに齧られて不意に発砲してしまい、この弾でレイモスが即死する。ライダーはさらに激怒し、人質全員を殺害するかのように発言する一方で、ガーバー自身が列車まで金を持ってくればさらに猶予を与えてやると譲歩する。こうしてガーバーが金をペラム123号まで持ち込み、さらなる人質の被害はなくなるが、ライダーの真の狙いは、亡くなったレイモスの代わりにガーバーに列車を運転させることにあった。ライダーは当初の計画通りに列車を走らせると警察の目を欺き、途中で自身と部下、身代金、そしてガーバーを列車から降ろし、運転手不在の列車をそのまま暴走して走行させる。列車に警察の注意が向いている間にライダーらは廃駅から逃走する。ガーバーはライダーらの隙を見て逃げ出すことに成功し、構内電話から状況を伝えようとするも繋がらず、彼らから盗んだ拳銃を忍ばせライダーの後を追うことを決める。
暴走した列車は自動停止装置で止まり、大事故に至らず済む。また犯人が乗っていないことに気づいた警察は即座にライダーの計画を見破り、廃駅の地上部に緊急配備を行ってライダーの部下たちは射殺される。しかし、単独行動をとるライダー自身はすぐにタクシーを拾って現場から逃れていた。ガーバーは偶然にもライダーがタクシーの乗るところを目撃し、そのまま一般車を奪って彼の行方を負う。途中で警察に通報し、マンハッタン橋にてライダーを追い詰める。なおも徒歩で現場から逃げようとするライダーを発見し、拳銃を突きつけて投降を促す。警官も迫る中でライダーは自らの拳銃を取り出す素振りを見せてあえてガーバーに射殺され「お前は自分のヒーローだ」と述べて息を引き取る。
事件が終わり、現場から帰宅しようとするガーバーに市長は収賄事件について市は全面的に君を支援すると約束し、喜ぶガーバーは家族の待つ自宅へと向かう。

## 登場人物
ウォルター・ガーバー（Walter Garber）
主人公。ニューヨーク市地下鉄のベテラン主任管制官。
ライダー（Ryder）
ハイジャック犯たちのリーダー。本名はデニス・フォード。元投資会社社長。
フィル・レイモス（Phil Ramos）
ハイジャック犯の一味。かつて地下鉄の運転手であったが薬物中毒者であり、死者を出す大事故を起こして免職される。
バシュキン（Bashkin）
ハイジャック犯の一味。
エムリ（Emri）
ハイジャック犯の一味。
カモネッティ（Camonetti）
ニューヨーク市警警部補で、人質救出班。現場を仕切ろうとするがライダーに邪魔者扱いされる。その後はガーバーにアドバイスを送るなどサポートに徹する。
ジョン・ジョンソン（John Johnson）
ガーバーの上司。嫌味な人物。
デルガド（Delgado）
ガーバーの部下。
市長（Mayor）
保身第一の俗物的な人物。
ラサール（Deputy Mayor LaSalle）
市長の部下。
ジョージ（George）
人質となった乗客の青年。ジオとも呼ばれる。事件の直前に恋人と車内で動画通信をしており、車両内の状況を外部に届けることに貢献する。
ウォレス（Wallace）
人質となった乗客。元空挺部隊所属。
ジェリー・ポラード（Jerry Pollard）
ペラム123号の運転士。ガーバーとは運転士養成所での同期の関係。交渉役がガーバーからカモネッティに代ったことで激怒したライダーに射殺される。
レジーナ（Regina）
ペラム123号の女性車掌。
テレーズ・ガーバー（Therese Garber）
ウォルターの妻。
モラン（Officer Moran）
交通局で勤務する巡査部長。ガーバーの同僚。
スターマン（Police Commissioner Sterman）
ニューヨーク市警本部長。
ステイリー（ESU Lieutenant Staley）
ニューヨーク市警警部補で、ESUの指揮官。

## キャスト
| 役名                   | 俳優                               | 日本語吹替   |
| ---------------------- | ---------------------------------- | ------------ |
| ウォルター・ガーバー   | デンゼル・ワシントン               | 石塚運昇     |
| ライダー               | ジョン・トラボルタ                 | 山路和弘     |
| カモネッティ警部補     | ジョン・タトゥーロ                 | 諸角憲一     |
| フィル・レイモス       | ルイス・ガスマン                   | 後藤哲夫     |
| ジョン・ジョンソン     | マイケル・リスポリ                 | 天田益男     |
| 市長                   | ジェームズ・ガンドルフィーニ       | 池田勝       |
| デルガド               | ラモン・ロドリゲス                 | 西健亮       |
| ジョージ（ジオ）       | アレックス・カルジュスキー         | 川野剛稔     |
| ウォレス               | ベンガ・アキナベ                   | 林和良       |
| ラサール               | ジョン・ベンジャミン・ヒッキー     | 根本泰彦     |
| テレーズ・ガーバー     | アーンジャニュー・エリス           | 斎藤恵理     |
| エムリ                 | ロバート・ヴァタイ                 | 新田英人     |
| バシュキン             | ヴィクター・ゴイチャイ             | 中西としはる |
| モラン                 | J・バーナード・キャロウェイ        | 鈴森勘司     |
| ジェリー・ポラード     | ゲイリー・バサラバ                 | 町田政則     |
| スターマン             | フランク・ウッド                   | 金子由之     |
| ステイリー             | ダニエル・スチュアート・シャーマン | 堂坂晃三     |
| 少女（ジョージの恋人） | アリス・クレメルバーグ             | 中司ゆう花   |
| 母親                   | キャサリン・ジギスムント           | 片貝薫       |
| 少年                   | ジェイク・シチリアーノ             | タルタエリ   |
| ニュースリポーター     |                                    | 足立友       |
| 監督                   |                                    | 伊井篤史     |

## 評価
レビュー・アグリゲーターのRotten Tomatoesでは230件のレビューで支持率は51%、平均点は5.50/10となった。Metacriticでは34件のレビューを基に加重平均値が55/100となった。

## Blu-ray/DVD
ソニー・ピクチャーズ エンタテインメントよりBlu-ray DiscとDVDがリリースされている。
- サブウェイ123 激突 ブルーレイ（1枚組、2010年2月17日発売）
- サブウェイ123 激突 DVD（1枚組、2010年2月24日発売）

## イベント
2009年8月20日、デンゼル・ワシントンが来日。都営地下鉄一日運輸司令所長に任命され、都営地下鉄大江戸線国立競技場駅でアナウンスを日本語で披露した。また、都営12-000形1編成に当映画のラッピングを施して運行された。